# توماس تلفسن
توماس تِـلِـفسن (نروژی: Thomas Tellefsen؛ ۲۶ نوامبر ۱۸۲۳–۶ اکتبر ۱۸۷۴) نوازنده پیانو و آهنگساز اهل نروژ بود.
او از شاگردان فردریش کالکبرنر و فردریک شوپن بود و بیشتر آثار خود را به خانواده‌های اشرافی لهستان، روسیه و فرانسه تقدیم کرد.